# Chalcostigma
Chalcostigma és un gènere d'ocells de la subfamília dels lesbins (Lesbiinae) dins la família dels troquílids (Trochilidae). Segons la Classificació del Congrés Ornitològic Internacional (versió 2.5, 2010) aquest gènere conté cinc espècies:

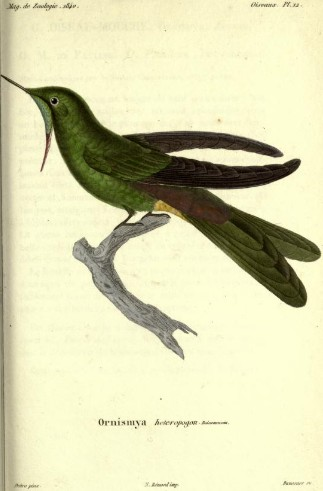
colibrí de cua metàl·lica irisat (Chalcostigma herrani).
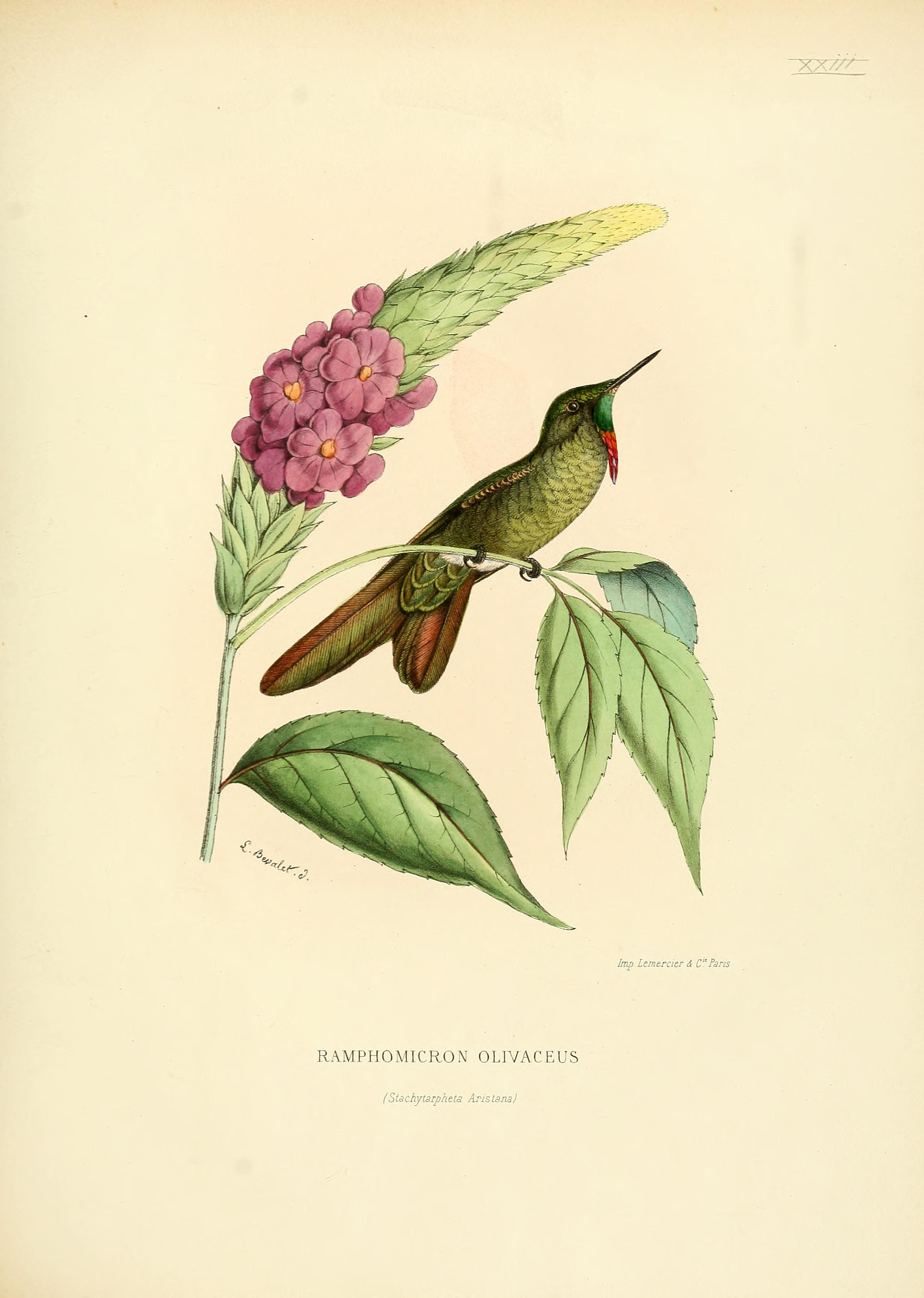
colibrí de cua metàl·lica bronzat (Chalcostigma heteropogon) (Boissonneau, 1839) habita zones obertes dels Andes al nord-est de Colòmbia i oest de Veneçuela.
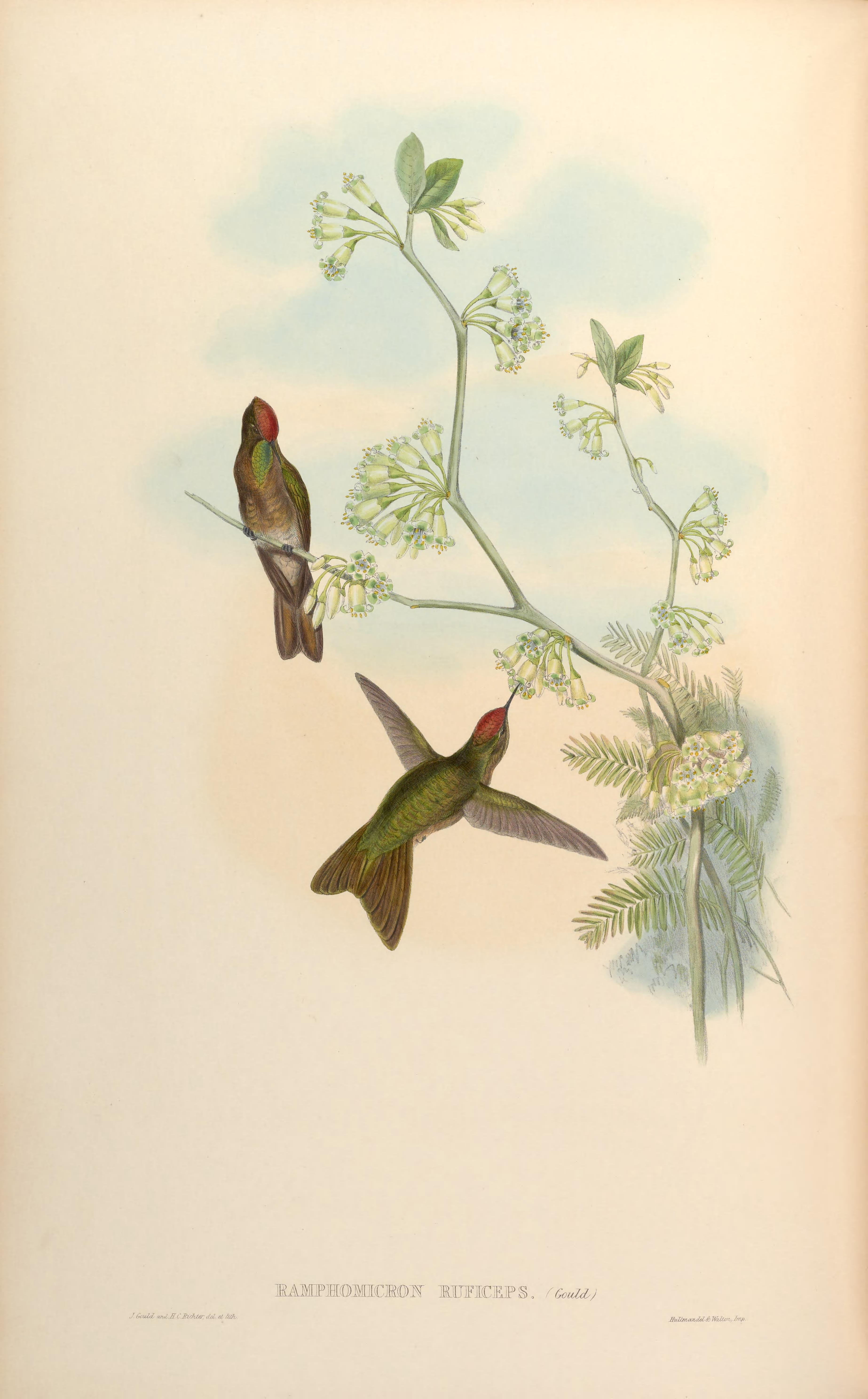
colibrí de cua metàl·lica olivaci (Chalcostigma olivaceum) (Lawrence, 1864)habita zones obertes dels Andes del centre del Perú i oest de Bolívia.
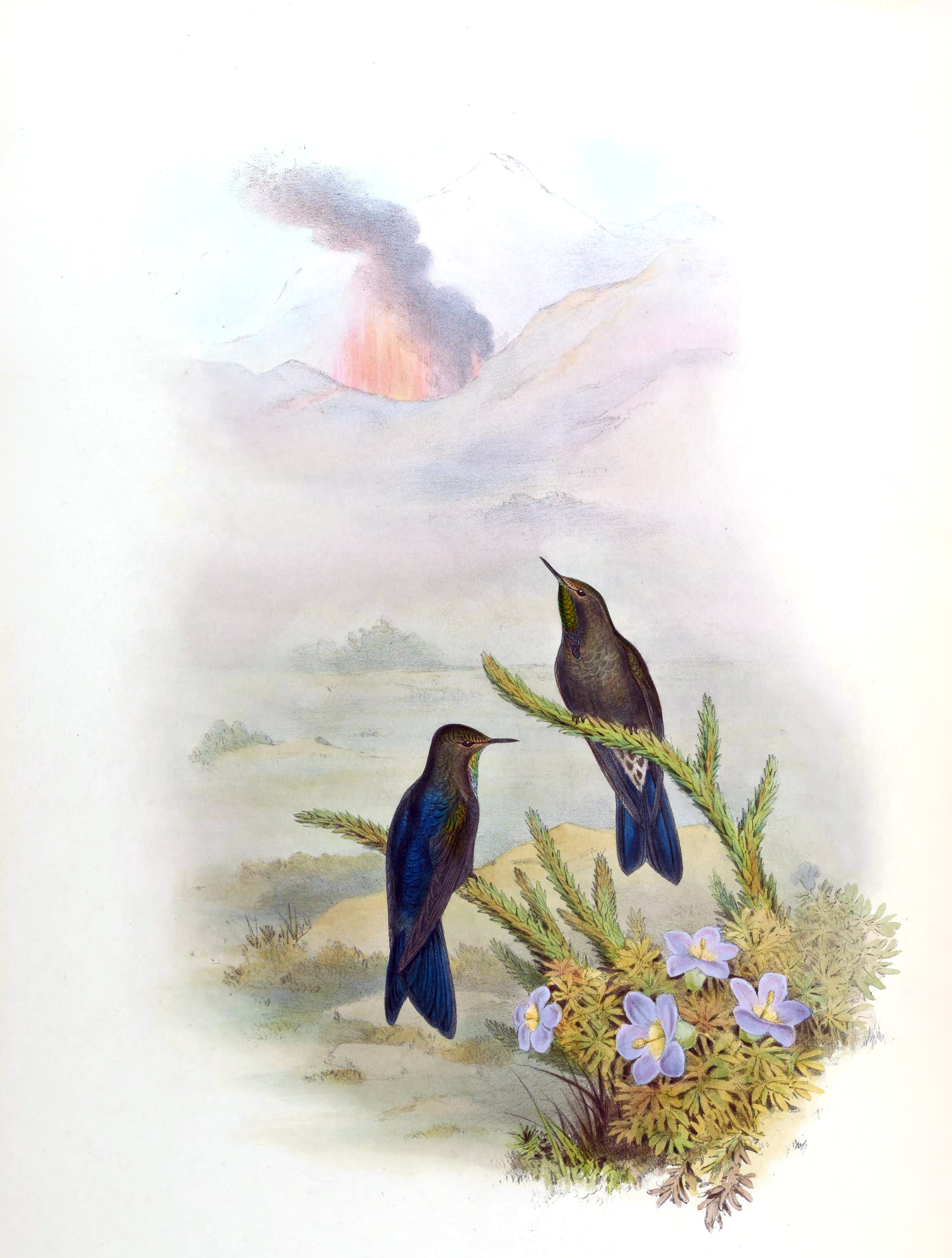
colibrí de cua metàl·lica cap-roig (Chalcostigma ruficeps) (Gould, 1846) habita boscos dels Andes del sud de Colòmbia, sud-est de l'Equador, est del Perú i oest de Bolívia.
- colibrí de cua metàl·lica de Stanley (Chalcostigma stanleyi) (Lawrence, 1864) habita zones obertes dels Andes de l'Equador, el Perú i oest de Bolívia.[4]